# Pimoa laurae
Pimoa laurae är en spindelart som beskrevs av Gustavo Hormiga 1994. Pimoa laurae ingår i släktet Pimoa och familjen Pimoidae. Inga underarter finns listade i Catalogue of Life.